# Parlamentsvalget i Tyrkiet juni 2015
Parlamentsvalget i Tyrkiet 2015 blev afholdt den 7. juni 2015, hvor der skulle vælges 550 medlemmer til Tyrkiets Nationalforsamling. For første gang siden 1999 opnåede intet parti et flertal af mandaterne.
Der var en del uroligheder i Tyrkiet op til valget og flere steder var der påstande om valgsvindel. Valget blev et nederlag for det mangeårige regeringsparti, AKP (Retfærdigheds- og Udviklingspartiet), som mistede flertallet. Det kurdisk forankrede parti HDP fik også stemmer nok til at komme over spærregrænsen og derved komme i Nationalforsamlingen med cirka 13 procent af stemmerne ved valget. 

## Foreløbige Resultater (8. juni, 2015)[3]
- Retfærdigheds- og Udviklingspartiet (AKP), 41% af stemmerne
- Republikanske Folkeparti (CHP), 25% af stemmerne
- Nationale Aktionsparti (MHP), 16,5% af stemmerne
- Folkets Demokratiske Parti (HDP), 13% af stemmerne

## Resultater fra 2011
Partier som blev repræsenteret i nationalforsamlingen ved valget i 2011:
- Retfærdigheds- og Udviklingspartiet, leder Recep Tayyip Erdoğan, 327 pladser
- Republikanske Folkeparti, Kemal Kılıçdaroğlu, 135 pladser
- Nationale Aktionsparti, Devlet Bahçeli, 53 pladser
- Uafhængige kandidater, - , 35 pladser